# NGC 4389
NGC 4389 ist eine Balken-Spiralgalaxie mit ausgedehnten Sternentstehungsgebieten vom Hubble-Typ SBbc/P im Sternbild Canes Venatici am Nordsternhimmel. Sie ist schätzungsweise 35 Millionen Lichtjahre von der Milchstraße entfernt und hat einen Durchmesser von etwa 25.000 Lichtjahren. Die Galaxie ist Teil des Ursa-Major-Galaxienhaufens und Mitglied der NGC 4051-Gruppe (LGG 269).
Im selben Himmelsareal befindet sich u. a. die Galaxie NGC 4392.
Das Objekt wurde am 10. April 1788 von Wilhelm Herschel entdeckt.